# Noitibó-de-nuca-vermelha

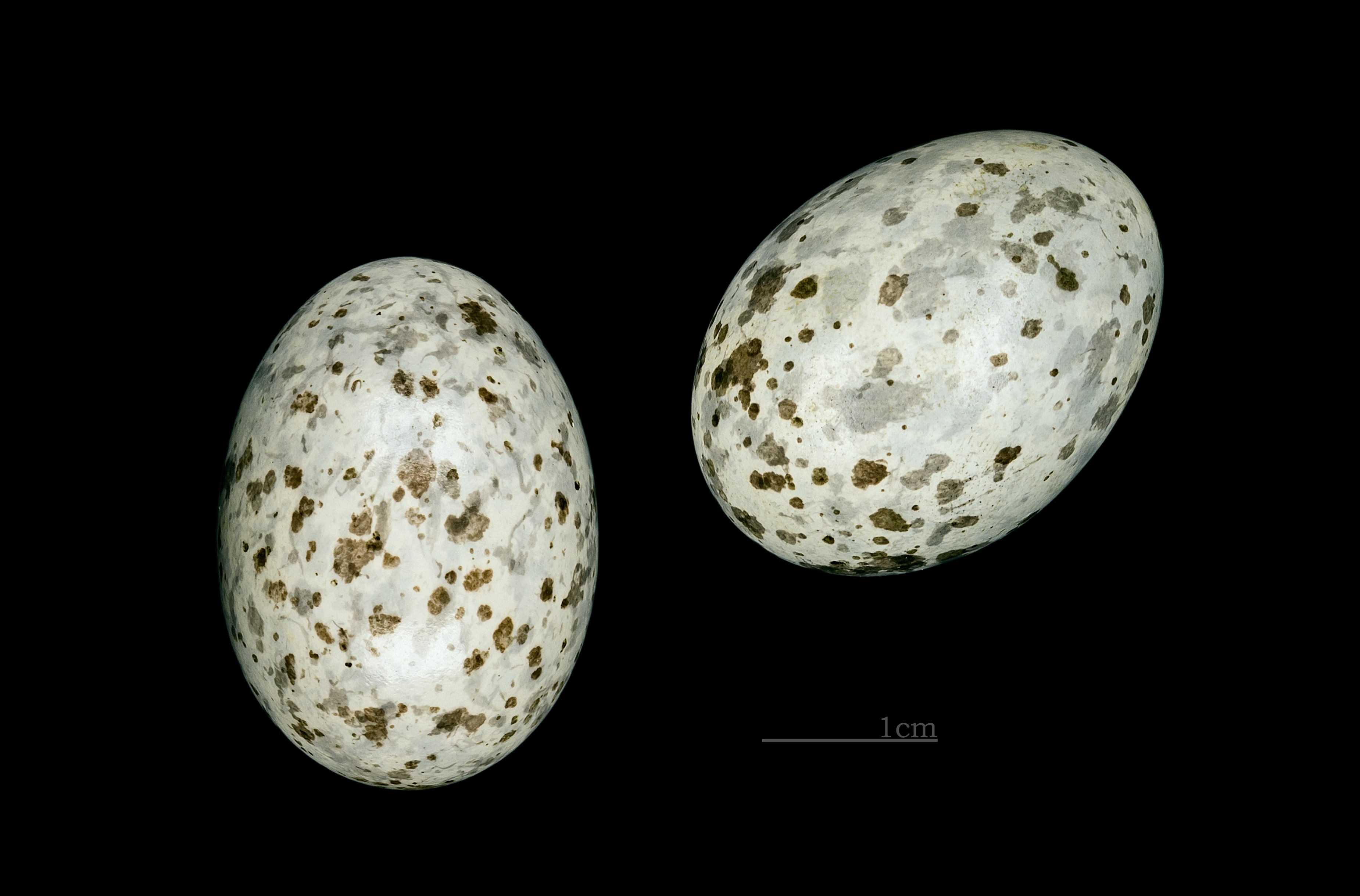
Caprimulgus ruficollis

Noitibó-de-nuca-vermelha (Caprimulgus ruficollis) é uma ave da família Caprimulgidae. É um pouco maior que o noitibó-da-europa, distinguindo-se deste pela presença de um colar arruivado.
Tal como os restantes membros da sua família, é uma ave de hábitos nocturnos e crepusculares, que se alimenta de insectos. Durante o dia repousa no solo.
Esta espécie nidifica na Península Ibérica e no norte de África. Inverna na África tropical.

## Subespécies
São reconhecidas 2 subespécies:
- C. r. ruficollis - Península Ibérica e Marrocos (excepto a parte nordeste)
- C. r. desertorum - nordeste de Marrocos, Argélia e Tunísia